# Sapsiree Taerattanachai
Sapsiree Taerattanachai (en tailandès: ทรัพย์สิรี แต้รัตนชัย; RTGS: Sapsiri Tae-rattanachai) és una esportista tailandesa que competeix en bàdminton en la categoria de dobles. Va competir en els 2012 Japan Super Series i els Jocs Asiàtics de 2014. Actualment estudia una llicenciatura a Chulalongkorn